# کشتار (فیلم ۲۰۱۷)
کشتار مستند نمایی به کارگردانی سیمون آمستل در سال ۲۰۱۷ است. این فیلم در سال ۲۰۶۷ اتفاق می‌افتد، زمانی که وگانیسم یک امر عادی است، امروز فیلم به گوشت‌خواری نگاه می‌کند. اولین بار در BBC iPlayer به نمایش درآمد، سپس برای اولین بار با زیرنویس پارسی توسط مؤسسهٔ زرّین پخش هنر به رایگان پخش و قابل دانلود شد.
در سال ۲۰۶۷، راوی داستان می‌گوید که چگونه جهان مکان شادتری است، زیرا جسد خواری (" carnism ") ممنوع است و گیاهخواری حاکم است. جوانان اعتقاد خود را درمورد چگونگی کشتن و خوردن حیوانات توسط مردم گذشته ابراز می‌کنند. یاسمین ووندنبورگن، روان درمانگر، جلسات کمک به جسد خوارهای سابق را برای برطرف کردن احساس گناهکاری برگزار می‌کند. در یک جلسه، داوینا پس از نامگذاری ادام به عنوان پنیری که قبلاً خورده بود، حالش بد می‌شود.
این فیلم به سال ۱۹۴۴، به تأسیس انجمن وگان و سهمیه بندی گوشت به دلیل جنگ برمی گردد، که در سال ۱۹۵۴ پایان می‌یابد. فانی کرادوک، جسد خواری را در تئاتر و تلویزیون ترویج می‌کند. در دهه‌های ۱۹۷۰ و ۱۹۸۰، شرکت‌های غذایی ایالات متحده گوشت را به عنوان اسباب بازی‌هایی که کودکان دوست دارند بخورند، مبدل می‌کنند و از شخصیت‌هایی مانند رونالد مک دونالد برای جذب آنها استفاده می‌کنند. کشاورزی فشرده منجر به بحران BSE و بیماری تب دهان می‌شود. از سال ۲۰۰۴، بسیاری از بیماری‌ها به دلیل مصرف گوشت، زیاد می‌شوند.
فیلم بازمی‌گردد به سال ۲۰۶۷ میلادی که افراد جوان با فناوری واقعیت مجازی، سعی می‌کنند که جسد خواری را امتحان کنند و پس از بد شدن حالشان سریعاً متوقفش می‌کنند.
با بازگشت به سال ۲۰۱۷، این فیلم نشان می‌دهد که چگونه سرآشپزهای مشهوری مانند Nigella Lawson، Gordon Ramsay، Jamie Oliver و Hugh Fearnley- Whitingstall به جای گیاهخواری، جسد خواری را تبلیغ می‌کنند. این نشان دهنده افزایش خام گیاه‌خواری است که توسط افرادی مانند JME که الهام بخش Troye King Jones است، کمک می‌کند. کینگ جونز سپس کتابی می‌نویسد و فیلم‌های سینمایی گیاه‌خواری می‌سازد. مود پولیکوف، رقاص معتاد به رقص شهوانی، نشان می‌دهد که او کار خود را رها کرده زیرا شیر و لبنیات به روش جنسی استفاده می‌شد. ووندنبورگن توضیح می‌دهد که چگونه سلسله مراتب سلطنت انگلیس به این باور منجر شد که انسان باید بالاتر از حیوانات باشد. سازمان ملل متحد به دلیل تغییر آب و هوا از مردم می‌خواهد گوشت را کاهش دهند. این نادیده گرفته می‌شود، و انگلیس با سیل روبرو می‌شود. لیندسی گرابر، قربانی این موارد، دربارهٔ تغییرات آب و هوایی ناشی از گوشت در تلویزیون توضیح می‌دهد. گیاهخواری توسط مجریان تلویزیون تبلیغ می‌شود، اما نادیده گرفته می‌شود و در سال ۲۰۲۱ انگلیس با یک ویروس پاندمیک روبرو می‌شود و بسیاری را به کام مرگ می‌کشاند. برای جلوگیری از وقوع مجدد، کشاورزی صنعتی ممنوع می‌شود، اما این امر باعث افزایش هزینه‌های گوشت می‌شود و بسیاری از مردم در مورد آنچه می‌خورند گیج می‌شوند.
در سال ۲۰۲۳، این عصر آشفتگی توسط یک آشپز مشهور جدید فردی جیاشانکار، که غذاهای هندوستانی گیاهی را دوباره معرفی می‌کند، شکسته می‌شود. مشخص شده‌است که کینگ جونز و جیاشانکار در یک رابطه هستند. بعداً، یک فیلم «دوروتی هنوز دوروتی است» با حضور دوروتی، زنی مبتلا به آلزایمر که فراموش می‌کند خوردن یک مرغ طبیعی است، از طرف بی‌بی‌سی پخش می‌شود و این باعث آزار پسرش جف می‌شود. در سال ۲۰۲۴، یک اجرای موزیکال با بازی آملی که لباس گاو پوشیده‌است ساخته می‌شود، که وحشت صنعت لبنیات را آشکار می‌کند. آلبانی با آهنگ «وگان» برنده مسابقه یوروویژن می‌شود.
در همین حال، گراهام واتکینز بر ضد خام گیاه‌خواری، گیاه خواران را مسخره می‌کند. یک نمایش تلویزیونی با عنوان «خانهٔ گوشت مایک» که گیاهخواری را مسخره می‌کند آغاز می‌کند، اما پس از ۴ قسمت لغو می‌شود. Graber به تلویزیون بازمی‌گردد تا تأثیرات شدید محیط زیست گوشت گاو را توضیح دهد و پیشنهاد منع استفاده از آن را بدهد که مورد قبول انگلیس نیست و منجر به آشوب می‌شود. کینگ جونز برای مصاحبه در Newsnight ظاهر می‌شود. اندکی پس از آن، وی ظاهراً توسط یکی از اعضای اتحادیه بزرگ گوشت انگلیس ، کُشته شده و خورده می‌شود. این یک انقلاب بزرگ است، با شرکت‌های بزرگ مواد غذایی از جمله مک دونالد و KFC تبدیل به گیاهخوار، و ۷۵ درصد از انگلستان حداقل گیاهخوار. با این وجود تمایلی برای جرم انگاری جسد خواری وجود ندارد. واتکینز، با سایر کارنیست‌ها، دلایل غیر منطقی دفاع از گوشت‌خواری را بیان می‌کند.
همه این استدلال‌ها با اختراع مترجم اندیشه حل می‌شود و به حیوانات اجازه می‌دهد با استفاده از صدای ضبط شده جوآنا لوملی آزادانه با انسان ارتباط برقرار کنند. اقدامات غیراخلاقی صنعت تخم مرغ توضیح داده شده‌است. در سال ۲۰۳۵، سرانجام منشور حقوق حیوانات تصویب شد و این امر جرم و جنایت را در نظر گرفت. حیواناتی که قربانی این صنعت شده‌اند به مراکز بازیابی فرستاده می‌شوند. با بازگشت به سال ۲۰۶۷، Clifton Abbatoir اکنون موزه ای برای توضیح صنعت وحشتناک لبنیات در گذشته‌است. پیر و جوان از یکدیگر عذرخواهی می‌کنند.
فیلم با نامگذاری موفقیت‌آمیز ماهیانی که زمانی خورده شده بودند به پایان می‌رسد.

## بازیگران
- سیمون آمستل به عنوان راوی
- لیندا باست در نقش یاسمین ووندنبورگن
- جما جونز در نقش داوینا
- JME به عنوان خودش
- جان مکمیلان در نقش تروی کینگ جونز
- لیندسی دانکن در نقش مود پولیکف
- کلر کیلان در نقش لیندسی گرابر
- لورین کلی به عنوان خودش
- موعان رضوان در نقش فردی جایاشانکار
- آیلین اتکینز در نقش دوروتی
- مارتین فریمن در نقش جف
- سامانتا اسپیرو در نقش آملی / ادیت کاغذ، بازیگر نمایش موزیکال لبنیات
- جیمز اسمیت در نقش گراهام واتکینز
- الکس لاوتر در نقش جوزف، نوجوانی
- جوانا لوملی (صدا) به عنوان خودش
- کریستی وارک به عنوان خودش
- ونسا فلتز به عنوان خودش
- کریستین فریزر به عنوان خودش
- Clive Myrie به عنوان خودش